# Bogense Lokalhistoriske Arkiv
|  | Denne artikel er oprettet af botten Steenthbot ud fra en ekstern database. Den kan derfor have sproglige fejl eller mangler. Denne skabelon kan fjernes efter kontrol af indholdet. |

Bogense Lokalhistoriske Arkiv er en dansk dokumentarisk optagelse fra 1955.

## Handling
1) Bogense Brandvæsen - før og nu. Falcks Redningskorps afleverer det nye brandmateriel 2. august 1932. Direktør William Falck forestår afleveringen til borgmester Fledelius.

2) Ugerevyindslag: Kong Christian X's fødselsdag 26/9 1941 - i haven på Fredensborg Slot med børnebørnene. Kongen rider gennem København på sin hest og kører efterfølgende i bil gennem hovedstaden med Dronning Alexandrine. Modtager folkets hyldest fra balkonen på Amalienborg.

3) Festlighederne ved Bogenses 650 års jubilæum. Historisk optog og skuespil på havnen. Hædersgæsten Kong Christian X ankommer med båd og deltager i festlighederne.

4) Grindløse og dens indbyggere.

5) Vejarbejde i Bogense. En familie i en sommerhushave (privatoptagelser i farver).

## Medvirkende
- Kong Christian X
- Dronning Alexandrine
- Kong Frederik IX
- Dronning Ingrid
- Dronning Margrethe II